# N-butylmethacrylaat
n-butylmethacrylaat of BMA is een organische verbinding met als brutoformule C8H14O2. Het is een kleurloze vloeistof met een kenmerkende geur, die slecht oplosbaar is in water. Het is het ester van methacrylzuur en n-butanol.

## Toepassingen
n-butylmethacrylaat is een alkyleringsreagens dat wordt gebruikt om de immuniteit tegen tumoren te vergroten. Een andere toepassing is het gebruikt van de verbinding als monomeer bij het maken van speciale polyacrylaten.

## Toxicologie en veiligheid
De stof kan polymeriseren ten gevolge van verhitting onder invloed van water, oxiderende stoffen of licht, met brand- of ontploffingsgevaar tot gevolg.
n-butylmethacrylaat is irriterend voor de ogen, de huid en de luchtwegen.